# Litsea deplanchei
Litsea deplanchei är en lagerväxtart som beskrevs av André Guillaumin. Litsea deplanchei ingår i släktet Litsea och familjen lagerväxter. Inga underarter finns listade i Catalogue of Life.